# غريغوريو غارسيا سيجورا
غريغوريو غارسيا سيجورا (بالإسبانية: Gregorio García Segura)‏ هو ملحن إسباني، ولد في 13 فبراير 1929 في كارتاخينا في إسبانيا، وتوفي في 12 ديسمبر 2003 في مدريد في إسبانيا.

## وصلات خارجية
- غريغوريو غارسيا سيجورا على موقع IMDb (الإنجليزية)
- غريغوريو غارسيا سيجورا على موقع ميوزك برينز (الإنجليزية)
- غريغوريو غارسيا سيجورا على موقع ديسكوغز (الإنجليزية)
- غريغوريو غارسيا سيجورا على موقع ديسكوغز (الإنجليزية)
- غريغوريو غارسيا سيجورا على موقع قاعدة بيانات الفيلم (الإنجليزية)